# Ectatoderus annulipedus
Ectatoderus annulipedus är en insektsart som först beskrevs av Tokuichi Shiraki 1911.  Ectatoderus annulipedus ingår i släktet Ectatoderus och familjen Mogoplistidae. Inga underarter finns listade i Catalogue of Life.